# آیا می‌توانی قلب من را حس کنی
«آیا می‌توانی قلب من را حس کنی» (انگلیسی: Can You Feel My Heart) نام یک تک‌آهنگ از گروه موسیقی راک بریتانیایی برینگ می د هورایزن است. این آهنگ که توسط الیور سایکس، لی مالیا و جردن فیش نوشته شد، توسط تری دیت تولید شد و در چهارمین آلبوم استودیویی گروه در سال ۲۰۱۳ بود. این ترانه نیز به عنوان چهارمین و آخرین تک‌آهنگ آلبوم در ۸ اکتبر ۲۰۱۳ منتشر شد و در جدول‌های تک‌آهنگ‌ها و آلبوم‌های راک و متال بریتانیا رتبه ۵ را بدست آورد.

## در فرهنگ عامه
در ابتدای سال ۲۰۲۱، این ترانه در سکوی همرسانی ویدئو، تیک‌تاک به محبوبیت قابل توجهی رسید، زیرا ستاره تیک‌تاک، جریس جانسون آن را با آکورد خود ترکیب کرد و کاربران در ویدئوهایشان آن را به کار بردند. این ترانه به‌طور گسترده‌ای در میم‌های اینترنتی به کار برده شد. به همین خاطر، این ترانه در رتبه‌بندی ترانه‌های راک بیلبورد، رتبه یک را به دست آورد و تنها ترانه‌ای بود که پس از سال ۲۰۰۰ منتشر شده که به این مقام رسید.